# 갤러거자유꼬리박쥐
갤러거자유꼬리박쥐(Chaerephon gallagheri)는 큰귀박쥐과에 속하는 박쥐의 일종이다. 콩고민주공화국의 토착종이다.

## 특징
작은 박쥐로 전체 몸길이가 77mm이고 전완장이 38mm, 꼬리 길이가 28mm이다. 발 길이는 8.4mm, 귀 길이는 19mm이다. 털이 짧고 대체로 갈색빛을 띤다.

## 생태
먹이는 곤충이다.

## 분포 및 서식지
콩고민주공화국 중부 지역 콩고강 서안의 시리 마을 근처에서 포획한 한 마리의 성체 수컷 완모식표본만이 알려져 있다. 탈락성 이차림에서 서식하는 것으로 추정된다.